# Peter Verhelst
 (mars 2019).
Si vous disposez d'ouvrages ou d'articles de référence ou si vous connaissez des sites web de qualité traitant du thème abordé ici, merci de compléter l'article en donnant les références utiles à sa vérifiabilité et en les liant à la section « Notes et références ».
Pour les articles homonymes, voir Verhelst.
Peter Verhelst est un poète, romancier et dramaturge belge d'expression néerlandaise né à Bruges le 28 janvier 1962.
Il a remporté de nombreux prix littéraires, parmi lesquels le Gouden Uil en 2000 pour Tongkat et le prix Herman de Coninck en 2009 pour Nieuwe Sterrenbeelden.

### Poésie
- 1987 - Obsidiaan
- 1989 - OTTO
- 1990 - Angel
- 1991 - Witte bloemen
- 1992 - Master
- 1994 - De boom N
- 1996 - Verhemelte
- 1997 - Verrukkingen
- 2003 - Alaska
- 2008 - Nieuwe sterrenbeelden
- 2011 - Zoo van het denken

### Prose
- 1993 - Vloeibaar harnas
- 1995 - Het spierenalfabet
- 1996 - De kleurenvanger
- 1999 - Tongkat
- 2000 - Zwellend fruit
- 2001 - Memoires van een luipaard
- 2002 - Mondschilderingen
- 2005 - Zwerm
- 2010 - Huis van de Aanrakingen
- 2012 - De allerlaatste caracara ter wereld
- 2013 - Geschiedenis van een berg

### Théâtre
- 1997 - Maria Salomé (mise en scène Jan Ritsema)
- 1998 - Romeo en Julia (studie van een verdrinkend  lichaam) (mise en scène Ivo Van Hove)
- 1999 - Red Rubber Balls (chorégraphie Thierry Smits)
- 2000 - S*ckmyp (musique Eric Sleichim, vidéo Peter Misotten)
- 2000 - AARS! (mise en scène Luk Perceval)
- 2001 - Scratching the inner fields (mise en scène Wim Vandekeybus)
- 2002 - Het sprookjesbordeel (mise en scène Peter Verhelst)
- 2002 - Blush (mise en scène Wim Vandekeybus)
- 2003 - Philoctetes Fortify My Arms (mise en scène Eric Joris)
- 2004 - CRASH (mise en scène Eric Joris)
- 2005 - Richard III (mise en scène Johan Simons)
- 2007 - Edward II, Ed is dead forever yours (mise en scène Johan Simons)
- 2009 - Lex (mise en scène Peter Verhelst)
- 2010 - Julius Caesar (mise en scène Peter Verhelst)
- 2011 - Terre Nova (mise en scène Eric Joris et Stef De Paepe)
- 2011 - Medea (mise en scène Paul Koek)
- 2011 - Nero (mise en scène Peter Verhelst)
- 2013 - Africa (mise en scène Paul Verhelst)
- 2013 - Moby Dick (mise en scène Paul Koek)

### Jeunesse
- 2008 - Het geheim van de keel van de nachtegaal, illustrations de Carll Cneut

### Traduction française
- Le Secret du chant du rossignol, [« Het geheim van de keel van de nachtegaal »], trad. de Maurice Lomré, ill. de Carll Cneut, L'École des loisirs, 2009.